# Holothrix montigena
Holothrix montigena är en orkidéart som beskrevs av Henry Nicholas Ridley. Holothrix montigena ingår i släktet Holothrix och familjen orkidéer.
Artens utbredningsområde är Etiopien. Inga underarter finns listade i Catalogue of Life.